# Alea jacta est: la suerte ya está echada
Alea jacta est: la suerte ya está echada es el nombre del álbum debut del dúo español Veni Vidi Vici publicado en 1987 por PM Records y por CMI en México. El álbum es recordado principalmente por el sencillo  «Viviendo de noche», canción con la que obtuvieron popularidad en España y México.

## Información general
El título del álbum retoma una frase de origen latino que en español significa precisamente «la suerte está echada». Del álbum se desprenden sencillos como «Tal vez», «Dime», «¡Que mal, que mal!» y el más conocido de todos: «Viviendo de noche», esta canción sería posteriormente versionada por otros grupos españoles como Terapia Nacional. Fue grabado en Estudios Disco Dos, Casa y Kiros en Madrid y en CBS en Londres. Fue producido por ellos mismos para PM Records. En México lo editó CMI en 1988.

## Lista de canciones
Todas las canciones escritas por Javier Losada y Daniel Maroto. 

### Lado A
| N.º | Título              | Escritor(es) | Duración |  |
| 1.  | «Viviendo de noche» |              | 4:03     |  |
| 2.  | «Te desmayas»       |              | 3:20     |  |
| 3.  | «Dime»              |              | 4:27     |  |
| 4.  | «Salón del placer»  |              | 3:15     |  |
| 5.  | «I don't know»      |              | 4:25     |  |

### Lado B
| N.º | Título               | Escritor(es) | Duración |  |
| 6.  | «Tal vez»            |              | 3:17     |  |
| 7.  | «El carterista»      |              | 3:17     |  |
| 8.  | «¡Que mal, que mal!» |              | 3:29     |  |
| 9.  | «Vivo»               |              | 3:02     |  |
| 10. | «Todo es azul»       |              | 2:10     |  |

## Créditos
| - Javier Losada - Voz y teclados. - Daniel Maroto - Guitarra, samples y voz. | - Paul Westwood - Bajo eléctrico - Bret Morgan - Batería - Javier Monforte, Nigel Jenkins, Paul Keogh - Guitarras - Mariano Losada - Teclados (programación) - Jorge Gómez, Oscar Herrero - Percusiones |